# 睡れる花嫁
『睡れる花嫁』（ねむれるはなよめ）は、横溝正史の短編推理小説。「金田一耕助シリーズ」の一つ。『読切小説集』昭和29年11月号（テラス社）に「妖獣」の題で掲載された。
角川文庫『人面瘡』（ISBN 978-4-04-130497-6）に収録されている。以前は角川文庫『悪魔の寵児』（ISBN 978-4-04-130412-9）に収録されていた。

## あらすじ
郊外の高級住宅街・S町の、夜には淋しくなるS学園から町はずれにかけての区画にあるアトリエに住んでいた画家・樋口邦彦は、元ダンサー・瞳と結婚し、近所でも評判になるほどの熱愛ぶりを見せた。しかし瞳は結核を患って姿を見せなくなり、そのうち樋口は御用聞きたちを締め出してしまった。この状況に疑惑を抱いた近所の酒屋の小僧・清水浩吉が忍び込み、腐乱死体となった瞳を見つける。瞳は病死であったが、樋口は死亡届を出さずに瞳の死体を愛し続けたのであった。樋口は起訴されて服役し、アトリエは空き家になっていた。
昭和27年11月5日夜11時ごろ、巡回中の山内巡査はアトリエの窓から不審な明かりが漏れるのを目撃し、周囲を調べる。すると、塀の隙間から現われた男が、1箇月ほど前に出所した樋口だと名乗ったあと、山内を刺した。持っていた懐中電灯の光を不審に思った隣人に発見された山内は、病院で職務訊問の経緯を虫の息で語ったあと絶命した。
アトリエには11月2日に病院から詐取された河野朝子の死体が花嫁衣裳で縮緬の夜具に横たわっていた。警察は樋口を容疑者として手配し、捜査を開始する。金田一は若い女性の死体が手に入らないなら、自分の手で死体を作ろうとするのではないかと危惧する。河野が勤めていたバー「ブルー・テープ」の同僚たちは、死体が詐取された日に樋口に遭遇し、河野の通夜で店を早じまいすると伝えると、死んだのはどんな娘だとしつこく聞き、そのあと店へも顔を出したと申し立てる。樋口は出所後、預けていた財産を受け取り、あちこちの宿を転々としながら、10月28日には証券類一切を現金化していた。
11月17日、中野区野方町で貸間も営んでいる小間物店・柊屋へ空き部屋を借りにきた男があった。松浦三五郎と名乗り、その夜のうちに妻と2人で引っ越してきた。ところが20日になって部屋から異臭がするようになり、青酸カリで殺害された「ブルー・テープ」の女給・原田由美子の死体が発見された。
中野署に呼び出された「ブルー・テープ」のマダム・水木加奈子は、由美子の代理と称する男から4、5日旅行するから店を休むとの電話があり、それ以来休んでいると答える。また、加奈子の養女・しげるが朝に渋谷駅近くの銀行で10万円引き出したきり行方不明だという。12月25日になって、しげるの服を着た女の死体が三鷹のマンホールから発見されたが、死体は顔を打ち砕かれたうえ腐乱しているので相好の鑑別もつかなかった。
年が明けて1月10日、等々力を訪ねた金田一は、加奈子の元パトロン・川口定吉に会ってきたと語る。川口は自分も一通りの道楽をしてきているので、世話している女に情夫ができれば誰であるか判るが、加奈子の情夫は見当がつかず、気味が悪くなって手を切ったという。加奈子の尾行を続けていた金田一は、清水浩吉あてに手紙を出していることを突き止めていた。そこで4年前の勤め先から写真を入手し、しげるの正体が浩吉であることを明らかにする。
樋口は加奈子としげるに殺害されていると思われる。朝子の死体を詐取したのは加奈子で、胃痙攣で動けなくなって引き取りに行けなくなったと称して、実は樋口に扮していた。死体にいたずらをしたのは浩吉、由美子を殺害したのは何かを知られたから、マンホールの死体は「しげる」が姿をくらますための替え玉と考えられる。金田一は清水浩吉の住所を等々力に示し、既にすっかり男に返っているしげるを確保するよう進言する。

## 主な登場人物
金田一耕助（きんだいち こうすけ）
私立探偵。
樋口邦彦（ひぐち くにひこ）
画家。アトリエの所有者。
瞳（ひとみ）
邦彦の妻。銀座裏のキャバレー・ランタンでダンサーをしていた。結核で病死したが、死後も邦彦に愛撫され続けていた。
樋口正直（ひぐち まさなお）
邦彦のいとこ。某会社の重役。邦彦の服役中に財産を管理していた。
村上章二
アトリエ隣家の住人。
清水浩吉（しみず こうきち）
酒屋・三船屋の小僧。町でも評判のいたずら小僧で、瞳の腐乱死体を発見した。その翌年、女中に変なことをしかけて放逐されていた。
河野朝子（こうの あさこ）
バー「ブルー・テープ」の女給。天命堂病院で結核で死亡したあと死体が詐取され、アトリエで発見された。
水木加奈子（みずき かなこ）
バー「ブルー・テープ」のマダム。キャバレー・ランタンで瞳の同僚だった。
しげる
加奈子の養女。袖の長い黒繻子の支那服を着た小柄な女で、体の曲線に女としての十分な成熟が見られない。
原田由美子
バー「ブルー・テープ」の女給。朝子の死体が詐取されたとき、しげると共に病院へ出向いた。特色のない、もっさりした女。
川口定吉（かわぐち さだきち）
川口土建の親方。9月の終わり頃まで加奈子のパトロンだった。
山本
渋谷道玄坂にある天命堂病院の医師。
沢村
天命堂病院の看護婦。
等々力
警視庁警部。
井川
警部補。S警察署捜査主任。
山内
S警察署T派出所づめの巡査。
石川
S警察署T派出所づめの巡査。